# Domnusz I (patriarcha Antiochii)
Domnusz I (zm. 273) – 17. patriarcha Antiochii; sprawował urząd w latach 268–273.